# Петровац на Мору
Петровац на Мору је насељено мјесто у општини Будва у Црној Гори. Према попису из 2011. било је 1.398 становника. Позната је туристичка дестинација, а сматра се мирнијом од оближње Будве или Сутомора.
Назив је место добило после Првог светског рата, а у част краља Петра I Карађорђевића. Познат је по летњем туризму. Градска плажа је дуга око 600 m и једна је од најлепших на том делу Јадрана. У близини града се налазе два острва, Катич и Света Неђеља. Поред градске плаже, присутна је и плажа Лучице.

## Демографија
У насељу Петровац на Мору живи 1198 пунолетних становника, а просечна старост становништва износи 40,5 година (38,3 код мушкараца и 42,4 код жена). У насељу има 493 домаћинства, а просечан број чланова по домаћинству је 2,98.
Становништво у овом насељу веома је хетерогено.
|  |

| Демографија | Демографија | Демографија |
| Година      | Становника  | Становника  |
| ----------- | ----------- | ----------- |
|             |             |             |
|             |             |             |
|             |             |             |
|             |             |             |
| 1948.       | 284         |             |
| 1953.       | 528         |             |
| 1961.       | 547         |             |
| 1971.       | 942         |             |
| 1981.       | 1.225       |             |
| 1991.       | 1.412       | 1.407       |
| 2003.       | 1.518       | 1.485       |
| 2011.       |             | 1.398       |
|             |             |             |

| Национални састав према попису из 2003.‍ | Национални састав према попису из 2003.‍ | Национални састав према попису из 2003.‍ | Национални састав према попису из 2003.‍ | Национални састав према попису из 2003.‍ |
| --------------------------------------- | --------------------------------------- | --------------------------------------- | --------------------------------------- | --------------------------------------- |
|                                         |                                         |                                         |                                         |                                         |
| Срби                                    | Срби                                    |                                         | 633                                     | 42,62%                                  |
| Црногорци                               | Црногорци                               |                                         | 624                                     | 42,02%                                  |
| Хрвати                                  | Хрвати                                  |                                         | 17                                      | 1,14%                                   |
| Југословени                             | Југословени                             |                                         | 16                                      | 1,07%                                   |
| Албанци                                 | Албанци                                 |                                         | 10                                      | 0,67%                                   |
| Муслимани                               | Муслимани                               |                                         | 7                                       | 0,47%                                   |
| Италијани                               | Италијани                               |                                         | 7                                       | 0,47%                                   |
| Словенци                                | Словенци                                |                                         | 4                                       | 0,26%                                   |
| непознато                               | непознато                               |                                         | 22                                      | 1,48%                                   |

| Национални састав према попису из 2011.‍ | Национални састав према попису из 2011.‍ | Национални састав према попису из 2011.‍ | Национални састав према попису из 2011.‍ | Национални састав према попису из 2011.‍ |
| --------------------------------------- | --------------------------------------- | --------------------------------------- | --------------------------------------- | --------------------------------------- |
|                                         |                                         |                                         |                                         |                                         |
| Црногорци                               | Црногорци                               |                                         | 615                                     | 43,99%                                  |
| Срби                                    | Срби                                    |                                         | 545                                     | 38,98%                                  |
| Албанци                                 | Албанци                                 |                                         | 30                                      | 2,15%                                   |
| Руси                                    | Руси                                    |                                         | 20                                      | 1,43%                                   |
| неизјашњени                             | неизјашњени                             |                                         | 89                                      | 6,37%                                   |

| \| \| м \| \| \| ж \| \| ? \| 10 \| \| \| 10 \| \| 80+ \| 15 \| \| \| 37 \| \| 75—79 \| 14 \| \| \| 29 \| \| 70—74 \| 31 \| \| \| 29 \| \| 65—69 \| 24 \| \| \| 43 \| \| 60—64 \| 43 \| \| \| 44 \| \| 55—59 \| 47 \| \| \| 56 \| \| 50—54 \| 53 \| \| \| 67 \| \| 45—49 \| 46 \| \| \| 73 \| \| 40—44 \| 45 \| \| \| 57 \| \| 35—39 \| 41 \| \| \| 47 \| \| 30—34 \| 52 \| \| \| 57 \| \| 25—29 \| 46 \| \| \| 42 \| \| 20—24 \| 56 \| \| \| 44 \| \| 15—19 \| 46 \| \| \| 54 \| \| 10—14 \| 51 \| \| \| 34 \| \| 5—9 \| 45 \| \| \| 37 \| \| 0—4 \| 26 \| \| \| 34 \| \| Просек : \| 57 \| \| \| 7 \| |    |  |  |    |
| |    |  |  |    |
| | м  |  |  | ж  |
| ? | 10 |  |  | 10 |
| 80+ | 15 |  |  | 37 |
| 75—79 | 14 |  |  | 29 |
| 70—74 | 31 |  |  | 29 |
| 65—69 | 24 |  |  | 43 |
| 60—64 | 43 |  |  | 44 |
| 55—59 | 47 |  |  | 56 |
| 50—54 | 53 |  |  | 67 |
| 45—49 | 46 |  |  | 73 |
| 40—44 | 45 |  |  | 57 |
| 35—39 | 41 |  |  | 47 |
| 30—34 | 52 |  |  | 57 |
| 25—29 | 46 |  |  | 42 |
| 20—24 | 56 |  |  | 44 |
| 15—19 | 46 |  |  | 54 |
| 10—14 | 51 |  |  | 34 |
| 5—9 | 45 |  |  | 37 |
| 0—4 | 26 |  |  | 34 |
| Просек : | 57 |  |  | 7  |

| Број домаћинстава према пописима из периода 1948—2003. | Број домаћинстава према пописима из периода 1948—2003. | Број домаћинстава према пописима из периода 1948—2003. | Број домаћинстава према пописима из периода 1948—2003. | Број домаћинстава према пописима из периода 1948—2003. | Број домаћинстава према пописима из периода 1948—2003. | Број домаћинстава према пописима из периода 1948—2003. | Број домаћинстава према пописима из периода 1948—2003. |
| Година пописа                                          | 1948.                                                  | 1953.                                                  | 1961.                                                  | 1971.                                                  | 1981.                                                  | 1991.                                                  | 2003.                                                  |
| ------------------------------------------------------ | ------------------------------------------------------ | ------------------------------------------------------ | ------------------------------------------------------ | ------------------------------------------------------ | ------------------------------------------------------ | ------------------------------------------------------ | ------------------------------------------------------ |
| Број домаћинстава                                      | 103                                                    | 220                                                    | 200                                                    | 306                                                    | 395                                                    | 445                                                    | 498                                                    |

| Број домаћинстава по броју чланова према попису из 2003. | Број домаћинстава по броју чланова према попису из 2003. | Број домаћинстава по броју чланова према попису из 2003. | Број домаћинстава по броју чланова према попису из 2003. | Број домаћинстава по броју чланова према попису из 2003. | Број домаћинстава по броју чланова према попису из 2003. | Број домаћинстава по броју чланова према попису из 2003. | Број домаћинстава по броју чланова према попису из 2003. | Број домаћинстава по броју чланова према попису из 2003. | Број домаћинстава по броју чланова према попису из 2003. | Број домаћинстава по броју чланова према попису из 2003. | Број домаћинстава по броју чланова према попису из 2003. |
| Број чланова                                             | 1                                                        | 2                                                        | 3                                                        | 4                                                        | 5                                                        | 6                                                        | 7                                                        | 8                                                        | 9                                                        | 10 и више                                                | Просек                                                   |
| -------------------------------------------------------- | -------------------------------------------------------- | -------------------------------------------------------- | -------------------------------------------------------- | -------------------------------------------------------- | -------------------------------------------------------- | -------------------------------------------------------- | -------------------------------------------------------- | -------------------------------------------------------- | -------------------------------------------------------- | -------------------------------------------------------- | -------------------------------------------------------- |
| Број домаћинстава                                        | 493                                                      | 116                                                      | 101                                                      | 89                                                       | 107                                                      | 48                                                       | 18                                                       | 7                                                        | 5                                                        | 2                                                        | 0                                                        |

| Пол    | Укупно | Неожењен/Неудата | Ожењен/Удата | Удовац/Удовица | Разведен/Разведена | Непознато |
| ------ | ------ | ---------------- | ------------ | -------------- | ------------------ | --------- |
| Мушки  | 569    | 196              | 336          | 13             | 15                 | 9         |
| Женски | 689    | 194              | 327          | 123            | 32                 | 13        |
| УКУПНО | 1.258  | 390              | 663          | 136            | 47                 | 22        |

| Пол    | Укупно                    | Пољопривреда, лов и шумарство | Рибарство                            | Вађење руде и камена | Прерађивачка индустрија       |
| ------ | ------------------------- | ----------------------------- | ------------------------------------ | -------------------- | ----------------------------- |
| Мушки  | 241                       | 0                             | 0                                    | 0                    | 6                             |
| Женски | 222                       | 0                             | 0                                    | 0                    | 4                             |
| Укупно | 463                       | 0                             | 0                                    | 0                    | 10                            |
|        |                           |                               |                                      |                      |                               |
| Пол    | Производња и снабдевање   | Грађевинарство                | Трговина                             | Хотели и ресторани   | Саобраћај, складиштење и везе |
| Мушки  | 10                        | 4                             | 24                                   | 112                  | 12                            |
| Женски | 1                         | 2                             | 33                                   | 91                   | 10                            |
| Укупно | 11                        | 6                             | 57                                   | 203                  | 22                            |
|        |                           |                               |                                      |                      |                               |
| Пол    | Финансијско посредовање   | Некретнине                    | Државна управа и одбрана             | Образовање           | Здравствени и социјални рад   |
| Мушки  | 5                         | 8                             | 27                                   | 7                    | 2                             |
| Женски | 5                         | 4                             | 19                                   | 17                   | 14                            |
| Укупно | 10                        | 12                            | 46                                   | 24                   | 16                            |
|        |                           |                               |                                      |                      |                               |
| Пол    | Остале услужне активности | Приватна домаћинства          | Екстериторијалне организације и тела | Непознато            | Непознато                     |
| Мушки  | 11                        | 0                             | 0                                    | 13                   | 13                            |
| Женски | 18                        | 0                             | 0                                    | 4                    | 4                             |
| Укупно | 29                        | 0                             | 0                                    | 17                   | 17                            |

## Галерија
- Црква Светог Илије
- Острва Катич и Света Неђеља
- Острва Катич и Света Неђеља
- Топ на тврђави Кастел Ластва, коју су у 16. веку изградили Млечани